# Бельгард-ан-Марш
Бельга́рд-ан-Марш (фр. Bellegarde-en-Marche, окс. Belagarda) — коммуна во Франции, находится в регионе Лимузен. Департамент коммуны — Крёз. Входит в состав кантона Бельгард-ан-Марш. Округ коммуны — Обюссон.
Код INSEE коммуны — 23020.

## Население
Население коммуны на 2010 год составляло 409 человек.
| 1962 | 1968 | 1975 | 1982 | 1990 | 1999 | 2010 |
| ---- | ---- | ---- | ---- | ---- | ---- | ---- |
| 404  | 413  | 417  | 407  | 425  | 425  | 409  |

## Экономика
В 2010 году среди 193 человек трудоспособного возраста (15—64 лет) 143 были экономически активными, 50 — неактивными (показатель активности — 74,1 %, в 1999 году было 72,7 %). Из 143 активных жителей работали 135 человек (71 мужчина и 64 женщины), безработных было 8 (5 мужчин и 3 женщины). Среди 50 неактивных 6 человек были учениками или студентами, 26 — пенсионерами, 18 были неактивными по другим причинам.